# Jion Hosei
Jion Hosei (* 19. Mai 2007) ist ein Schwimmer aus Palau. Er trat bei den Schwimmweltmeisterschaften 2023 in Fukuoka, den Schwimmweltmeisterschaften 2024 in Doha sowie den Olympischen Sommerspielen 2024 in Paris an.

## Sport
Im olympischen Wettbewerb über 50 m Freistil 2024 kam er auf Rang 56. Er diente auch als Fahnenträger für Palau, sowohl bei der Eröffnungszeremonie als auch bei der Abschlusszeremonie.
Außerdem startete er mit dem Staffel-Team bei den Oceania Swimming Championships 2024 in der 4 × 200-m-Freistilstaffel.